# 森村財閥
森村財閥（もりむらざいばつ）は、明治から大正期に成立した財閥で、6代目森村市左衛門が創設した森村組（現在の森村商事）および日本陶器合名会社（現在のノリタケカンパニーリミテド）とその系列会社で構成されていた、陶業・商事を中心とした企業集団のこと。
かつては、森村銀行という金融部門をもっていたが、1929年（昭和4年）5月に三菱銀行（現在の三菱UFJ銀行）へ合併された。その関係で、三菱財閥と親密な関係があった。
現在は、世界最大級の陶業企業集団の「森村グループ」として緩やかな企業集団となっている。財団法人森村豊明会は6代目森村市左衛門が設立。

## 森村財閥の現在
森村財閥は戦後、「森村グループ」として他の旧財閥と同じくグループ化した。ノリタケカンパニーリミテドは森村グループの中核企業である。その他に、TOTO、森村商事、日本碍子、日本特殊陶業、大倉陶園、共立マテリアルなどがある。
森村グループを実質的に統括しているのは、森村一族が経営権を掌握している森村商事であり、森村商事の社外取締役に、TOTO、日本碍子、ノリタケカンパニーリミテド、日本特殊陶業のそれぞれ会長が就任している。
ノリタケカンパニーリミテドの第8位株主（2007年5月現在）がTOTO株式会社であることなどから資本面でも繋がりが見受けられる。
株式会社INAX（旧伊奈製陶株式会社）は、2001年にトステムと経営統合したこともあり、森村グループから離脱している。